# Krkonose/Karkonosze-bjergene
Krkonoše- Karkonosze- eller Kæmpebjergene (tjekkisk: [ˈkr̩konoʃɛ] (polsk: [karkɔˈnɔʂɛ], tysk: Riesengebirge), er en bjergkæde beliggende i den nordlige del af Tjekkiet og den sydvestlige del af Polen, en del af Sudeternes bjergsystem (en del af det bøhmiske massiv). Den tjekkisk-polske grænse, som deler de historiske regioner Bøhmen og Schlesien, løber langs hovedryggen. Den højeste top, Sněžka (polsk: Śnieżka, tysk: Schneekoppe), er Tjekkiets højeste punkt med en højde på 1.603 moh.
På begge sider af grænsen er store områder af bjergene udpeget som nationalparker (Krkonoše Nationalpark i Tjekkiet og Karkonosze Nationalpark i Polen),  og disse udgør tilsammen et grænseoverskridende biosfærereservat under UNESCO Mennesket og biosfæreprogrammet. Kilden til floden Elben ligger i bjergkæden. Området har en række store skisportssteder og er en populær destination for turister, der dyrker alpint og langrend, vandreture, cykling og andre aktiviteter.

## Navne
Det tjekkiske navn "Krkonoše" nævnes første gang (i ental, som "Krkonoš" ) i en optegnelse fra 1492 om opdelingen af herregården Štěpanice i to dele. Den første forekomst af navnet på et kort går tilbage til 1518 til Klaudyán-kortet over Bøhmen, hvor det omtales til bjergene som "Krkonoss". Navnets oprindelse fortolkes normalt som en sammensætning af "krk" eller "krak" - et gammelslavisk ord for Krummholz (en henvisning til den lokale vegetation) - og "noš" - afledt af "nosit" (at bære). Alternative sprogteorier nævner en forbindelse med det præ-indoeuropæiske ord Corconti, som først er opført af Ptolemæus og refererer til et før-keltisk eller germansk folk.
I Simon Hüttels krønike om Trautenau (Trutnov) fra 1549 optrådte navnene Hrisenpergisches Gebirge, Hrisengepirge, Hrisengebirge, Risengepirge for første gang, men i de følgende århundreder blev også flere andre navne brugt. Martin Helwigs kort over Schlesien nævner Riſenberg (Risenberg).
I 1380 kaldte Přibík Pulkava bjergene for Sněžné hory (Snebjergene). Den tjekkiske forfatter Bohuslav Balbín registrerede i 1679, at bjergene var kendt under forskellige navne: Krkonoše (Cerconossios), Rhipaeos Montes, Obrovski-bjergene, Snow Mountains eller Riesen Gebirge.
De moderne navne Krkonoše (tjekkisk), Riesengebirge (tysk) og Karkonosze (polsk) blev først bredt accepteret i det 19. århundrede. Området omtales også ofte på engelsk som "Giant Mountains" (Kæmpebjergene).

## Geografi
Bjergkæden har et areal på 631 km2, 175 km2 i i Tjekkiet og 177 km2 i Polen. Mens det meste af Sudeterne er mellemstore Mittelgebirge-bjerge, har Krkonose/Karkonosze-bjergene nogle få karakteristika af såsom gletsjercirkler, små periglaciale landformer og en højde betydeligt over trægrænsen.
Bjergenes hovedryg løber fra øst til vest og danner grænsen mellem disse to lande. Dens højeste top, Sněžka-Śnieżka, er den højeste top i Tjekkiet. Den schlesiske, nordlige del, i Polen, falder stejlt til Jelenia Góra-dalen, hvorimod den sydlige tjekkiske del skråner blidt til det bøhmiske bassin. I den nordøstlige retning fortsætter bjergkæden til Rudawy Janowickie og i sydøst til Rýchory. Passet Novosvětský průsmyk (polsk: Przełęcz Szklarska) ved Jakuszyce danner den vestlige grænse til Jizera-bjergene.
Den bøhmiske højderyg i Tjekkiet, der løber parallelt med hovedryggen, danner en anden højderyg (også kaldet indre højderyg). Ved Špindlerův Mlýn deler floden Elben den bøhmiske højderyg.
Kammene er delt af floderne Elben, Mumlava, Bílé Labe, Velka Úpa, Malá Úpa og Jizera, som har deres udspring i Jizera-bjergene. Floderne på den tjekkiske side falder ofte over stejle kanter ned i dale dannet af istidens gletsjere. De største vandfald på den sydlige side af bjergene er Labský vodopád med en højde på 50 meter, Pančavský vandfald (140 meter, det højeste vandfald i Tjekkiet), Horní Úpský vandfald, Dolní Úpský vandfald og Mumlavský vandfald (10 meter). De vigtigste floder på den polske side er Kamienna, Łomnica og Bóbr (Bober). De danner også imponerende vandfald, såsom Wodospad Kamieńczyka ( 27 m), Wodospad Szklarki ( 13,5 m) Wodospad na Łomnicy (10 m) eller Wodospad Podgórnej (10 m).
Kæmpebjergenes hovedryg danner vandskellet mellem Nordsøen og Østersøen. Floderne på sydsiden løber ud i Nordsøen, floderne på nordsiden til Østersøen.

## Flora
Floddalene og de nedre dele danner den submontane zone. De oprindelige løvtræ- og blandede skove er stort set erstattet med monokulturer af gran. Kun floddalene byder på rester af løvtræsskovene.
De højere dele danner den montane vegetationszone. Deres naturlige nåleskove er også i store dele blevet erstattet af monokulturer med gran, som ofte er stærkt beskadigede på grund af luftforurening og jordforsuring. Mange steder er skoven død. Det skyldes den geografiske placering i Den Sorte Trekant, en region omkring den tysk-polsk-tjekkiske grænsetrekant med mange kulfyrede kraftværker. Svovldioxidemissionerne, som hovedsageligt er ansvarlige for sur regn, og emissionen af mange andre koncentrationer  er blevet kraftigt reduceret siden begyndelsen af 1990'erne, men skovdøden, som startede i 1970'erne og kulminerede i slutningen af 1980'erne, kunne ikke stoppes helt.
Rydningen af skove skabte artsrige bjergenge, som blev vedligeholdt i alpine græsningsbrug. Efter tyskernes fordrivelse i 1945 gik denne form for drift stort set i stå, og bjergengene blev stort set forladt.
Over trægrænsen på omkring 1.250-1.350 moh. er den subalpine vegetationszone, som er markeret af krummholz (krogede træer), enge med græstæppe og subarktiske højmose. Dette habitat af særlig betydning i Krkonoše er et levn fra arktisk tundra, som var typisk i Centraleuropa i istiden. Samtidig var der dog en forbindelse til Alpernes alpine græsarealer, og her eksisterer plantearter, som ellers er adskilt af flere tusinde kilometer, såsom multebær. Nogle arter udviklede sig under de specifikke forhold i Krkonoše i modsætning til i Alperne eller på tundraen, især i Śnieżne Kotły. De er endemiske, hvilket betyder, at de kun optræder her.
Den alpine vegetationszone, med store klippeørkener, kan kun findes på de højeste toppe (Sněžka, Luční hora, Studniční hora, Kotel og Szrenica ). Kun græs, mos og lav overlever her.
Især artsrige er gletsjercirkler som Obří důl, Labský důl og Důl Bílého Labe på sydsiden og den dramatiske Śnieżne Kotły, Kocioł Łomniczki og calderaerne i bjergsøerne Wielki Staw og Mały Staw på nordsiden af hovedryggen . De artsrigeste områder kaldes zahrádka ("haver"). Der er omkring 15 i Krkonoše, for eksempel Čertova zahrádka und Krakonošova zahrádka.

## Nationalparker og naturreservater
På både den tjekkiske og polske side er store dele af bjergkæden beskyttet som nationalparker og naturreservater.
Den tjekkiske Krkonoše Nationalpark (Krkonošský národní park, KRNAP) blev oprettet i 1963 som den anden nationalpark i Tjekkoslovakiet, hvilket gør den til den ældste nationalpark i Tjekkiet. Den har et areal på cirka 370 km2, herunder ikke kun den subalpine zone, men også store dele ned til foden af bjergene.
Polens Karkonosze Nationalpark ( Karkonoski Park Narodowy, KPN) blev oprettet i 1959 og dækker et område på 55,8 km2. Den dækker de meget følsomme, højere dele af bjergkæden, fra en højde på omkring 900-1.000 m og nogle særlige naturreservater under denne zone.
De strenge bevaringsbestemmelser i den polske nationalpark forbyder genplantning af beskadigede og døde skove. På den tjekkiske side er storstilede genplantningsprojekter imidlertid almindelige.

## Byer
- Harrachov i Tjekkiet
- Karpacz, skisportssted i Polen
- Kowary i Polen
- Janské Lázně i Tjekkiet
- Pec pod Sněžkou, bjergresort i Tjekkiet
- Szklarska Poręba, skisportssted i Polen
- Špindlerův Mlýn, bjergresort i Tjekkiet